# Rumford
Rumford és una població dels Estats Units a l'estat de Maine (EUA). Segons el cens del 2000 tenia 6.472 habitants.

## Demografia
Segons el cens del 2000, Rumford tenia 6.472 habitants, 2.876 habitatges, i 1.754 famílies. La densitat de població era de 36,4 habitants/km².
Dels 2.876 habitatges en un 26,6% hi vivien nens de menys de 18 anys, en un 45,4% hi vivien parelles casades, en un 11,2% dones solteres, i en un 39% no eren unitats familiars. En el 33,6% dels habitatges hi vivien persones soles el 16% de les quals corresponia a persones de 65 anys o més que vivien soles. El nombre mitjà de persones vivint en cada habitatge era de 2,21 i el nombre mitjà de persones que vivien en cada família era de 2,78.
Per edats la població es repartia de la següent manera: un 23,1% tenia menys de 18 anys, un 7,1% entre 18 i 24, un 25,9% entre 25 i 44, un 22,1% de 45 a 60 i un 21,7% 65 anys o més.
L'edat mediana era de 41 anys. Per cada 100 dones de 18 o més anys hi havia 90,3 homes.
La renda mediana per habitatge era de 27.639 $ i la renda mediana per família de 33.878 $. Els homes tenien una renda mediana de 39.917 $ mentre que les dones 20.632 $. La renda per capita de la població era de 16.701 $. Entorn del 12,4% de les famílies i el 16,1% de la població estaven per davall del llindar de pobresa.